# Łysyczanśkyj
Łysyczanśkyj (ukr. Лисичанський) – osiedle na Ukrainie, w obwodzie ługańskim, w rejonie siewierodonieckim. W 2001 liczyło 714 mieszkańców, spośród których 380 posługiwało się językiem ukraińskim, 319 rosyjskim, 1 białoruskim, 9 ormiańskim, a 5 innym.